# Filmový western
Filmový western je tradiční žánr americké kinematografie. Nejklasičtější filmy tohoto žánru vznikly často na podkladě oblíbených děl westernové literatury. Děj filmu se odehrává zpravidla na Divokém západě, to jest na severoamerickém kontinentě v období od 18. do počátku 20. století. Divoký západ však může zastoupit jakékoliv prostředí, které není příliš „civilizované“ a kde jsou mezilidské vztahy určovány jen základními pravidly (právo silnějšího). Hrdinové příběhů proto musí právo nebo přinejmenším svůj ideál spravedlnosti hájit se zbraní v ruce.
Americký filmový institut (AFI) definuje „western“ jako filmový žánr dějově zasazený na americký Západ, který zobrazuje ducha, zápas a zánik nové Hranice.

## Varianty westernového žánru
- Klasický western, vychází z americké westernové kultury (mezi prvními herci byli například účinkující z kočovného divadla Wild West Show). Hlavními protagonisty bývají proto kovbojové, farmáři a lovci kožešin, často žijící kočovným životem nebo hospodařící na vlastní pěst a hájící svůj životní styl i holý život se zbraní v ruce. Jejich život a boj bývají oslavou amerického způsobu života a idealizovaného divokého západu. Jejich protivníky bývají lidé stojící „mimo zákon“ americké společnosti – banditi (dost často latinskoamerického původu) a „divoši“, to jest domorodí indiáni. Za první film tohoto druhu je považována Velká železniční loupež (The Great Train Robbery, 1903), americký němý film režiséra Edwina Stantona Portera (1870 – 1941). Mezi nejpopulárnější herce tohoto žánru patří John Wayne a jeden z jeho westernů, film Pátrači (The Searchers, 1956), je Americkým filmovým institutem hodnocen jako nejlepší film westernového žánru. V porovnání s jinými subžánry působí klasické westerny poněkud těžkopádně a filozoficky (kupříkladu film V pravé poledne, 1952, bývá někdy označován až jako „existenciální western“).
- Spaghetti western, italské westerny, mající svůj počátek v šedesátých letech 20. století. Pro tento subžánr je charakteristický násilný, jednoduchý (hlavní hrdina někdy dokonce ani nemá jméno a divák se nedozví nic o jeho minulosti) a přímočarý děj. Mezi zakladatele spaghetti-westernu patří režisér Sergio Leone s filmy jako Pro hrst dolarů (Per un pugno di dollari, 1964) a Tenkrát na Západě (C'era una volta il West, 1968). Spaghetti-western bylo původně posměšné označení od amerických filmových kritiků, kteří nevěřili, že by se evropská studia mohla úspěšně zhostit tématu tak „typicky amerického“. Řekne-li se však dnes „westernová klasika“, často se tím myslí právě vrcholná díla spaghetti-westernu. Tento žánr proslavil herce jako Clint Eastwood a Terence Hill.
- Východní western (Eastern, Ostern), jako subžánr vznikal zejména v zemích bývalého komunistického bloku. Termín je původem rovněž posměšné označení od americké kritiky a zahrnuje vlastně dvě dosti odlišné kategorie. Ta první boří tradiční klišé klasického amerického westernu, kde bílí osadníci brání svůj těžce vydřený majetek proti krvežíznivým indiánům, a naopak zobrazuje, jak Indiáni brání svou rodnou zem proti ziskuchtivým bílým kolonistům a zlatokopům. Mezi klasické zástupce žánru patří film Synové velké medvědice (1966) a další německé filmy, především na motivy románů Karla Maye. Mezi nejvýznamnější herecké představitele patří Gojko Mitić a Pierre Brice.

Druhou kategorii (skutečný Eastern) tvoří sovětské filmy, které přebírají všechna klišé klasického amerického westernu, ovšem zasazené do reálií stepí sovětské Střední Asie, nebo Dálného východu v dobách ruské revoluce a občanské války. Hlavními hrdiny jsou budovatelé nového společenského řádu a jejich protivníky bandité a „divoké“ muslimské kmeny. Klasickým zástupcem je film Nikity Michalkova Svůj mezi cizími, cizí mezi svými (1974).
- Revizionistický western (Antiwestern), se rozvinul v šedesátých letech a podobně jako Východní western bourá některá klišé klasického amerického westernu (hodný běloch – zlý indián). Oprávněnost použití zbraně a násilí vůbec jsou také často zpochybňovány (například ve filmu Nesmiřitelní, 1992). Ideálem už není život bílých farmářů a kovbojů, ale přirozený způsob života domorodých indiánů. Typickými příklady jsou filmy Malý velký muž (1970) a Tanec s vlky (1990).

Specifickým typem jsou též westernové komedie a parodie, které však bývají přiřazovány k tomu westernovému subžánru, jehož pravidla respektují (či naopak parodují). Český film Limonádový Joe (1964) by tak patřil nejspíš do kategorie klasického westernu, zatímco Malý unavený Joe (1972) do spaghetti-westernu (nejen produkcí) a Maverick (1994) mezi revizionistický western (ačkoliv původní komediální seriál Maverick z 50. let byl spíše klasickým westernem).

## Seznam nejznámějších filmových westernů
- Velká železniční loupež (The Great Train Robbery, 1903),
- Zlaté opojení (The Gold Rush, 1925), groteska Charlese Chaplina,
- Hrdinové pekel (Hell's Heroes, 1929),
- Billy the Kid (1930),
- Cimarron (1931),
- Laurel a Hardy na divokém západě (Way Out West, 1937), westernová groteska,
- Destry (Destry Rides Again, 1939),
- Dodge City (1939),
- Jesse James (1939),
- Přepadení (Stagecoach, 1939),
- Bubny hřmí nad Mohawkem (Drums Along the Mohawk, 1939),
- Cesta na severozápad (Northwest Passage, 1940),
- Jízda do Ox-Bow (The Ox-Bow Incident, 1940),
- Western Union (1941),
- Můj miláček Klemetina (My Darling Clementine, 1946),
- Červená řeka (Red River, 1948),
- Fort Apache (1948),
- Poklad na Sierra Madre (The Treasure of the Sierra Madre, 1948),
- Pistolník (The Gunfighter, 1950),
- Rio Grande (1950),
- Winchester 73 (1950),
- V pravé poledne (High Noon, 1952),
- Calamity Jane (1953), westernový muzikál,
- Odhalená stopa (The Naked Spur, 1953),
- Shane (1953), česky též jako Jezdec z neznáma,
- Johnny Guitar (1954),
- Černý den v Black Rock (Bad Day at Black Rock, 1955),
- Muž z Laramie (The Man from Laramie, 1955),
- Comanche (1956),
- Jubal (1956),
- Pátrači (The Searchers, 1956), někdy též jako Stopaři,
- Cesta za záchranou (3:10 to Yuma, 1957),
- Přestřelka u O.K. Corralu (Gunfight at the O.K. Corral, 1957),
- Šerifská hvězda (The Tin Star, 1957),
- Drzá čela (The Bravados, 1958),
- Muž ze Západu (Man of the West, 1958),
- Velká země (The Big Country, 1958),
- Poslední vlak z Gun Hillu (Last Train from Gun Hill'3○, 1959),
- Rio Bravo (1959),
- Na sever Aljašky (North to Alaska, 1960), westernová komedie,
- Sedm statečných (The Magnificent Seven , 1960),
- Mustangové (The Misfits, 1961),
- Jízda vysočinou (Ride the High Country, 1962),
- Poklad na Stříbrném jezeře (Der Schatz im Silbersee, 1962),
- Muž, který zastřelil Liberty Valance (The Man Who Shot Liberty Valance, 1962),
- Hud (1963),
- Vinnetou (Winnetou 1. Teil, 1963), .
- Old Shatterhand (1964),
- Limonádový Joe aneb Koňská opera (1964), česká parodie,
- Podzim Čejenů (Cheyenne Autumn, 1964),
- Pro hrst dolarů (Per un pugno di dollari, 1964), tzv. spaghetti-western,
- Zlatokopové z Arkansasu (Die Goldsucher von Arkansas, 1964),
- Vinnetou - Rudý gentleman (Winnetou 2. Teil, 1964),
- Mezi supy (Unter Geiern, 1964),
- Poklad Aztéků (Der Schatz der Azteken, 1965),
- Pyramida boha Slunce (Die Pyramide des Sonnengottes, 1965),
- Petrolejový princ (Der Ölprinz, 1965),
- Vinnetou - Poslední výstřel (Winnetou 3. Teil, 1965),
- Old Surehand (1965),
- Dívka ze Západu (Cat Ballou, 1965),
- Pro pár dolarů navíc (Per qualche dollaro in piů, 1965), tzv. spaghetti-western,
- Shenandoah (1965),
- Dostavník (Stagecoach, 1966), remake filmu Přepadení,
- El Dorado (1966),
- Grošák (The Appaloosa, 1966),
- Hodný, zlý a ošklivý (Il Buono, il brutto, il cattivo, 1966), tzv. spaghetti-western,
- Profesionálové (The Professionals, 1966),
- Zálesák (The Trap, (1966),
- Hombre (1967),
- Vůz plný zlata (The War Wagon, (1966),
- Vinnetou a míšenka Apanači (Winnetou und das Halbblut Apanatschi, 1966),
- Old Firehand (Winnetou und sein Freund Old Firehand, 1966),
- Vinnetou a Old Shatterhand v Údolí smrti (Winnetou und Shatterhand im Tal der Toten, 1968),
- Bandolero (1968),
- Will Penny (1968),
- Tenkrát na Západě (C'era una volta il West, 1968), tzv. spaghetti-western,
- Velké ticho (Il Grande silenzio, 1968), tzv. spaghetti-western,
- Zbraně pro San Sebastian (La Bataille de San Sebastian, 1968), francouzský western,
- Butch Cassidy a Sundance Kid (Butch Cassidy and the Sundance Kid, 1969),
- Divoká banda (The Wild Bunch, 1969),
- Plíživý měsíc (The Stalking Moon, 1969),
- Podporujte svého šerifa! (Support Your Local Sheriff!, 1969), westernová komedie,
- Mackennovo zlato (Mackenna's Gold, 1969),
- Maršál (True Grit, 1969),
- Nešikovné ruce (Manos torpes, 1969), španělský western,
- Sto pušek (100 Rifles, 1969),
- Balada o Cable Hogueovi (The Ballad of Cable Hogue, 1970), westernová komedie,
- Malý velký muž (Little Big Man, 1970),
- Monte Walsh (1970), česky též jako Muž ze srdcem kovboje,
- Hlavu dolů (Giů la testa, 1971), tzv. spaghetti-western,
- Krvavé slunce (Soleil rougekleme, 1971),
- McCabe a paní Millerová (McCabe & Mrs. Miller, 1971),
- Šťastný Luke (Lucky Luke, 1971), animovaná parodie,
- Valdez přichází (Valdez is Coming, 1971),
- Velký Jake (Big Jake, 1971),
- Buck a kazatel (Buck and the Preacher, 1972),
- Jeremiah Johnson (1972),
- Podivné dědictví (E poi lo chiamarono il magnifi, 1972), tzv. spaghetti-western, komedie,
- Ulzanův nájezd (Ulzana's Raid, 1972),
- Život a doba soudce Roy Beana (The Life and Times of Judge Roy Bean, 1972),
- Mé jméno je Nikdo (Il Mio nome e Nessuno, 1973), tzv. spaghetti-western,
- Pat Garrett a Billy the Kid (Pat Garrett and Billy the Kid, 1973),
- Tulák z širých plání (High Plains Drifter, 1973), někdy též jako Velké plány,
- Westworld (1973), westernové sci-fi,
- Ohnivá sedla (Blazing Saddles, 1974),
- Šerif Cogburn (Rooster Cogburn, 1975),
- Psanec Josey Wales (The Outlaw Josey Wales, 1976),
- Střelec (The Shootist, 1976),
- Nebeská brána (Heaven's Gate, 1980),
- Psanci (The Lonng Riders, 1980),
- Muž od Sněžné řeky (The Man from Snowy River, 1982),
- Silverado (1985),
- Tanec s vlky (Dances With Wolves, 1990),
- Lucky Luke (1991), westernová komedie,
- Poslední Mohykán (The Last of the Mohicans, 1992),
- Nesmiřitelní (Unforgiven, 1992),
- Geronimo (Geronimo: An American Legend, 1993),
- Tombstone (1993),
- Maverick (1994), westernová komedie,
- Wyatt Earp (1994),
- Mrtvý muž (Dead Man, 1995),
- Wild Wild West (1997), westernová sci-fi komedie,
- Na jih od nebe, na západ od pekla (South of Heaven, West of Hell, 2000),
- Tenkrát na východě (Shanghai Noon, 2000), westernová komedie,
- Texašti jezdci (Texas Rangers, 2001),
- Monte Walsh (2003), remake filmu z roku 1970,
- Krajina střelců (Open Range, 2003),
- Ztracené (The Missing, 2003),
- Pevnost Alamo (The Alamo, 2004),
- Zkrocená hora (Brokeback Mountain, 2005),
- Tři pohřby (The Three Burials of Melquiades Estrada, 2005),
- Sexy Pistols (Bandidas, 2006), westernová komedie,
- 3:10 Vlak do Yumy (3:10 to Yuma, 2007), remake titulu z roku 1957,
- Mé srdce pohřběte u Wounded Knee (Bury My Heart at Wounded Knee, 2007),
- Muž proti muži (Seraphim Falls, 2007),
- Zabití Jesseho Jamese zbabělcem Robertem Fordem (The Assassination of Jesse James by the Coward Robert Ford, 2007),
- Appaloosa (2008),
- Opravdová kuráž (True Grit, 2010),
- Kovbojové a vetřelci (Cowboys & Aliens, 2011), sci-fi western,
- Nespoutaný Django (Django Unchained, 2012),
- Odplata Wyatta Earpa (Wyatt Earp's Revenge, 2012),
- The Retrieval (2013)),
- Temné údolí (The Dark Valley, 2014),
- Zmrtvýchvstání (The Revenant, 2015),
- Osm hrozných (The Hateful Eight, 2015),
- Boj za svobodu (The Free State of Jones, 2016),
- Sedm statečných (The Magnificent Seven, 2016),
- Balada o Lefty Brownovi (The Ballad of Lefty Brown 2017),
- Balada o Busterovi Scruggsovi (The Ballad of Buster Scruggs, 2018).